# Franz Xaver Bovius
Franz Xaver Bovius (Geburtsname Franz Xaver Joseph Ochs; * 19. März 1677 in Eichstätt; † 18. Juli 1725 in Preith) war ein im Bistum Eichstätt tätiger katholischer Priester und Hersteller von Sonnenuhren.

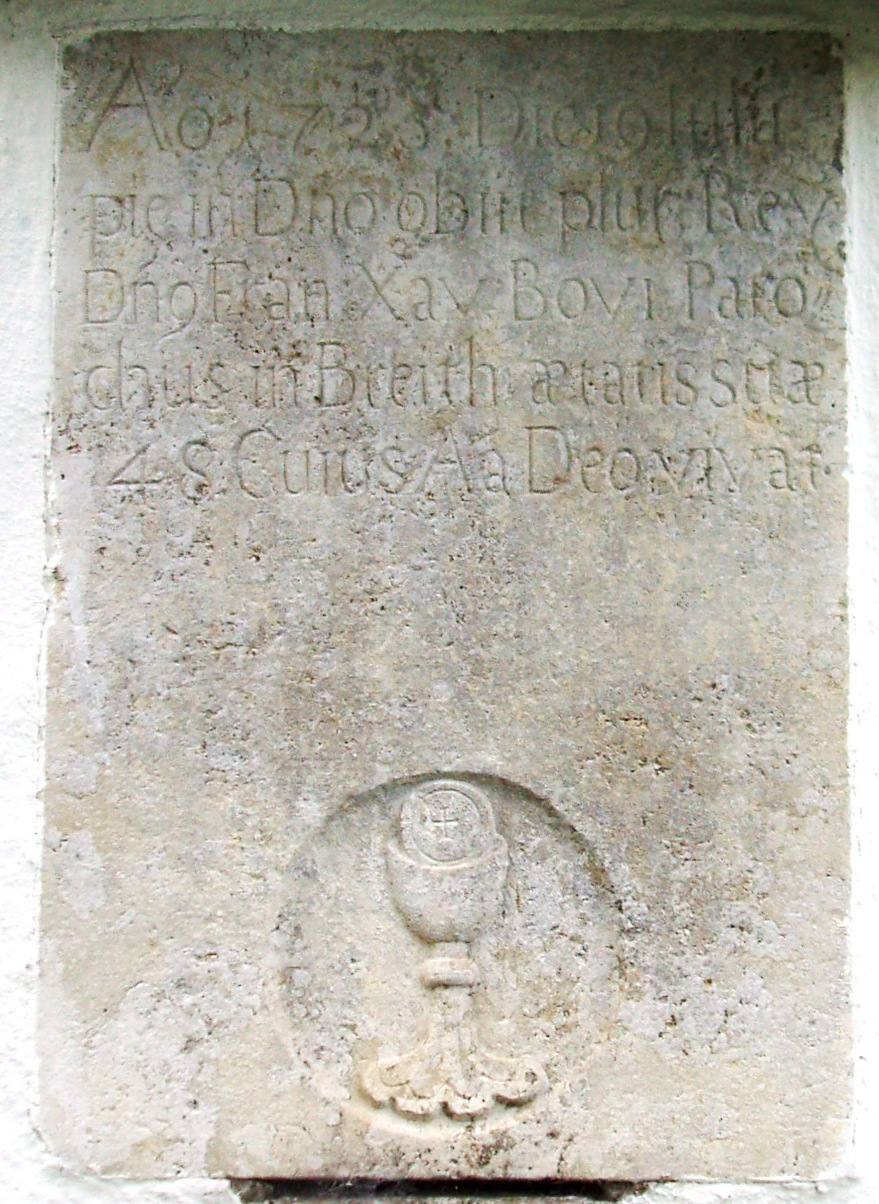
Grabstein von F. X. Bovius in Preith

## Leben
Ursprünglich Ochs heißend, latinisierte er als Student ab 1695/96 seinen Familiennamen in Bovius. Von 1688 bis 1699 besuchte er das Jesuitenkolleg in Eichstätt. Am 6. März 1700 wurde er im Eichstätter Dom zum Priester geweiht. 1709 wurde er Chorvikar in Herrieden im Oberen Hochstift. 1711 wurde er Kooperator in Arberg, 1713 in Ornbau, 1714 in Stopfenheim und von 1718 bis 1723 Frühmesser bzw. Pfarrkurat in Pfahldorf. Ab Oktober 1723 war er bis zu seinem baldigen Tod Pfarrer in Preith. Sein Grabstein befindet sich an der nördlichen Preither Kirchmauer.

## Werk
Er war nicht nur Priester, sondern auch Hersteller von Sonnenuhren, deren Zifferblätter auf Solnhofener Plattenkalk er selbst ätzte. 1711 stellte er für den Eichstätter Uhrmacher Wilhelm Köberle eine Sonnenuhr her. Eine 1716 konstruierte Bovius-Uhr befand sich im Museum auf dem Maxberg des Solnhofer Aktien-Vereins (seit 2005: Fossilien- und Steindruck-Museum Gunzenhausen). Diese Uhr gehörte dem Eichstätter Domkapitular Ferdinand Edmund Freiherr von Cloth. Weitere Bovius-Sonnenuhren besitzen das Museum Angewandte Kunst in Frankfurt am Main (1721 für den späteren Eichstätter Generalvikar Johann Raphael Hengel hergestellt) und das Steirische Landesmuseum in Graz; letztere, 1715 hergestellt, ist Ferdinand Karl Freiherr von Ow und seiner Gemahlin Anna Gertrud Magdalena gewidmet.